# Frank Greer
Frank Bartholomew Greer (East Boston, Massachusetts, 26 de febrer de 1879 – Winthrop, Massachusetts, 7 de maig de 1943) va ser un remer estatunidenc que va competir a primers del segle xx.
El 1904 va prendre part en els Jocs Olímpics de Saint Louis, on va guanyar la medalla d'or en la prova de Scull individual del programa de rem, en superar a la final a James Juvenal i Constance Titus, segon i tercer respectivament.
Posteriorment fou entrenador del Detroit Athletic Club i xèrif de la presó Charles Street de Boston.